# قناة النجف الأشرف
قناة النجف الاشرف هي قناة فضائية تبث من النجف في العراق تعنى بالتراث النجفي وتوضيح معالم النجف والتعريف بشخصياتها. انطلقت قناة النجف من خلال مشروع النجف عاصمة الثقافة الإسلامية لعام 2012.